# جنيسيس رودريجيز
جنيسيس رودريجيز (بالإنجليزية: Génesis Rodríguez)‏ هي ممثلة أمريكية (من مواليد 29 يوليو 1987 ) في ميامي، فلوريدا. بدأت مسيرتها الفنية عام 1994. من أبرز الأعمال التي شاركت فيها أيام حياتنا.

## الحياة الشخصية
ولدت الممثلة الأمريكية جينسيس بولاية فلوريدا بالولايات المتحدة الأمريكية ولدتها هي كارولينا وهي عارضة كوبية والدها خوسيه لويس رودريجيز وهو ممثل فنزويلي .تتحدث جينيسيس الإنجليزية والأسبانية بطلاقة

## الأعمال
- ماذا تتوقع وانت في انتظار طفل (فيلم 2012)
- انتوريج
- أيام حياتنا
- ناب

## روابط خارجية
- جنيسيس رودريجيز على موقع IMDb (الإنجليزية)
- جنيسيس رودريجيز على موقع روتن توميتوز (الإنجليزية)
- جنيسيس رودريجيز على موقع ألو سيني (الفرنسية)
- جنيسيس رودريجيز على موقع أول موفي (الإنجليزية)
- جنيسيس رودريجيز على موقع قاعدة بيانات الأفلام السويدية (السويدية)
- جنيسيس رودريجيز على موقع إن إن دي بي (الإنجليزية)
- جنيسيس رودريجيز على موقع قاعدة بيانات الفيلم (الإنجليزية)
- جنيسيس رودريجيز على موقع كينوبويسك (الروسية)